# Leo Zippin

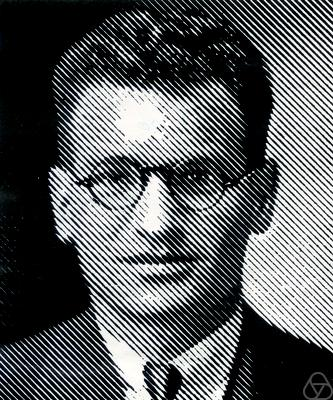

Leo Zippin (* 25. Januar 1905 in New York City; † 11. Mai 1995 ebenda) war ein US-amerikanischer Mathematiker.

## Leben
Zippin wurde 1929 an der University of Pennsylvania promoviert. Ab 1929 war er Dozent am Pennsylvania State College und 1930 bis 1932 an der Universität Texas. Ab 1938 war er Professor am Queens College in New York, wo er 1971 emeritierte. 1945 und 1950/1 war er am Institute for Advanced Study.
Zippin war einer derjenigen (mit Andrew Gleason, Deane Montgomery, Hidehiko Yamabe), die in den 1950er Jahren das 5. Hilbertproblem lösten (zu zeigen, dass lokal euklidische Gruppen Liegruppen sind, das heißt differenzierbare Gruppenwirkung haben).
Leo Zippin war seit 1970 Mitglied der American Academy of Arts and Sciences.

## Schriften
- mit Deane Montgomery: Topological transformation groups, Interscience 1955, Krieger 1974
- The uses of infinity, Random House 1962 (New Mathematics Library)